# Jonathan Tisdall
Jonathan D. Tisdall (Buffalo, Estat de Nova York, 26 d'agost de 1958), és un jugador d'escacs que té el títol de Gran Mestre des de 1995, i treballa com a periodista freelance. Tot i que ciutadà estatunidenc per origen, el seu pare és irlandès, i la seva mare japonesa. Va esdevenir primer irlandès i posteriorment noruec.
A la llista d'Elo de la FIDE de l'octubre de 2020, hi tenia un Elo de 2417 punts, cosa que en feia el jugador número 20 (en actiu) de Noruega. El seu màxim Elo va ser de 2515 punts, a la llista de juliol de 1996 (posició 330 al rànquing mundial).

## Resultats destacats en competició
Tisdall fou Campió de Noruega tres cops, els anys 1987, 1991, i 1995. Combinant els escacs amb la seva feina de periodista, sovint cobreix grans torneigs d'escacs com a reporter per a Reuters.
És un dels dos membres de l'equip de treball en anglès de l'edició a internet del diari noruec Aftenposten'. També ha escrit articles a revistes com ara The Spectator, The Economist, i Scanorama.
En els darrers anys, s'ha dedicat a estudiar la variació dels escacs japonesa del shogi.

## Llibres
- Tisdall, Jonathan (1997). Improve Your Chess Now. Everyman Chess. 224 pp. ISBN 1-85744-156-7.
- Seirawan, Yasser; Tisdall, Jonathan. Five Crowns.  International Chess Enterprises, 1997. ISBN 978-1879479029.
- Speelman, Jon; Tisdall, Jon; Wade, Bob. Batsford Chess Endings.  B. T. Batsford, 1993. ISBN 0-7134-4420-7.